# Василије Поповић
Василије Поповић (Нови Сад, 1827 – Мошорин, 1905) био је син новосадског проте Јована, и брат лингвисте Ђуре Даничића.

## Биографија
Рођен је 1827. године у Новом Саду, од родитеља православног свештеника Јована и Ане. Рано је остао без оца, са још четири брата, а образовао се великим пожртвовањем мајке. Школовао се у Новом Саду и Сегедину, а Богословију завршио у Београду.
По рукоположењу одмах је добио Мошорин, а неко време је администрирао тителском парохијом. Био је 1891. године изабрани члан Скупштине епархије Бачке, из Жабаљског протопрезвирата.
Припадао је конзервативно-клерикалној струји и иступао у листу «Српски народ», који је уређивао његов брат.
Критиковао је Народну слободоумну странку, позивајући је на православне каноне. Отуда је добио надимак "Канонер", који је и сам прихватио, те се некад тако и потписивао (1884). Јавно му се подсмевао Јован Јовановић Змај на страницама свог хумористичког часописа "Стармали", 1881-1884. године. Остаје упамћен да је за време патријарха Германа Анђелића био је "најжешћи противник Милетићево-Суботићеве Народне странке и много је писао по 'Српском народу'".
Умро је 24. јула 1905. у Мошорину, у 79. години.

## Књижевни рад
Објавио је поп Васа 1873. године дело: "Православље", књига друга, у Београду. Био је тада православни свештеник у Мошорину.
Уређивао је и издавао духовни лист «Православље», који је штампао у Београду (1871–73).